# Цепея садова
Цепея садова, або равлик смугастий садовий (Cepaea hortensis (Müller, 1774)) — вид наземних молюсків класу Черевоногих (Gastropoda) підкласу легеневих (Pulmonata) родини справжніх равликів (Helicidae).

## Опис черепашки
У дорослих особин висота черепашки коливається переважно в діапазоні від 10 до 17 мм, ширина (діаметр) черепашки — від 14 до 22 мм. Має близько 5 обертів. Черепашка низько-дзигоподібна. Пупок повністю закритий (лише в рідкісних випадках залишається вузька щілина), у молодих особин — дуже вузький, найчастіше напівзакритий. Поверхня черепашки тонко і нерівномірно радіально покреслена. Губа і краї устя білі, зрідка — з легким рожевим відтінком у районі пупка. Забарвлення черепашки дуже поліморфне, хоча трохи менше, ніж у цепеї лісової. Черепашка найчастіше жовта, рідше — біла, рожева або коричнева; має від 1 до 5 темних спіральних смуг, часто без них. У природному ареалі переважають морфи 12345, 00000, 10305, 00300, на заході України — 00000 та 12345. П'ята смуга, якщо вона є, проходить далеко від пупка.

## Можливі помилки у визначенні
Із C.hortensis можна сплутати окремі черепашки австрійської цепеї Cepaea vindobonensis з повністю закритим пупком, світлою губою та світлими краями устя. Проте в популяціях C. vindobonensis ніколи не буває яскраво-жовтих черепашок без смуг, дуже характерних для C. hortensis. Обидва види також досить чітко відрізняються розташуванням п'ятої смуги, у C. hortensis вона проходить значно далі від пупка.

## Розповсюдження
Вид центральноєвропейського походження, сучасний ареал якого охоплює зараз також значну частину Північної та Західної Європи. Завезений до Америки. На заході України зустрічається лише синантропно. Достовірно зареєстрований у населених пунктах Львівської, Івано-Франківської, Волинської областей. Є одним з масових видів наземних молюсків у м. Львові.

## Екологія
У природному ареалі заселяє широкий спектр біотопів — від букових лісів до піщаних дюн. На заході України часто зустрічається в парках, садах, деревно-чагарникових насадженнях вздовж вулиць, зрідка — в чагарниках або на узбіччях доріг поблизу населених пунктів. Не заходить у приміські ліси.